# Oscar voor beste animatiefilm
De Academy Award voor beste animatiefilm (Engels: Academy Award for Best Animated Feature Film, ook bekend als de Oscar voor beste animatiefilm) is sinds 2001 een jaarlijkse filmprijs van de Academy of Motion Picture Arts and Sciences. De prijs wordt gegeven aan de beste animatiefilm van het betreffende jaar.
De Oscar voor beste animatiefilm wordt alleen gegeven als er minstens acht animatiespeelfilms meedingen naar de prijs. Alleen films met een minimumlengte van 70 minuten worden gezien als speelfilms. Als er meer dan zestien films meedingen naar de prijs in deze categorie, dan zal de winnaar uit vijf genomineerde films gekozen worden, anders zullen er drie films genomineerd worden.

## Winnaars en genomineerden
De winnaars staan bovenaan in vette letters op een gele achtergrond. De overige films en personen die werden genomineerd staan eronder vermeld in alfabetische volgorde.

### 2001-2009
| Jaar                                             | Film                                 | Genomineerde(n) |
| ------------------------------------------------ | ------------------------------------ | --------------- |
| 2001 (74e)                                       |                                      |                 |
| Shrek                                            | Aron Warner                          |                 |
| Jimmy Neutron: Boy Genius                        | Steve Oedekerk en John A. Davis      |                 |
| Monsters, Inc.                                   | Pete Docter en John Lasseter         |                 |
| 2002 (75e)                                       |                                      |                 |
| Spirited Away                                    | Hayao Miyazaki                       |                 |
| Ice Age                                          | Chris Wedge                          |                 |
| Lilo & Stitch                                    | Chris Sanders                        |                 |
| Spirit: Stallion of the Cimarron                 | Jeffrey Katzenberg                   |                 |
| Treasure Planet                                  | Ron Clements                         |                 |
| 2003 (76e)                                       |                                      |                 |
| Finding Nemo                                     | Andrew Stanton                       |                 |
| Brother Bear                                     | Aaron Blaise en Robert Walker        |                 |
| The Triplets of Belleville                       | Sylvain Chomet                       |                 |
| 2004 (77e)                                       |                                      |                 |
| The Incredibles                                  | Brad Bird                            |                 |
| Shark Tale                                       | Bill Damaschke                       |                 |
| Shrek 2                                          | Andrew Adamson                       |                 |
| 2005 (78e)                                       |                                      |                 |
| Wallace & Gromit in The Curse of the Were-Rabbit | Nick Park en Steve Box               |                 |
| Howl's Moving Castle                             | Hayao Miyazaki                       |                 |
| Tim Burton's Corpse Bride                        | Mike Johnson en Tim Burton           |                 |
| 2006 (79e)                                       |                                      |                 |
| Happy Feet                                       | George Miller                        |                 |
| Cars                                             | John Lasseter                        |                 |
| Monster House                                    | Gil Kenan                            |                 |
| 2007 (80e)                                       |                                      |                 |
| Ratatouille                                      | Brad Bird                            |                 |
| Persepolis                                       | Marjane Satrapi en Vincent Paronnaud |                 |
| Surf's Up                                        | Ash Brannon en Chris Buck            |                 |
| 2008 (81e)                                       |                                      |                 |
| WALL-E                                           | Andrew Stanton                       |                 |
| Bolt                                             | Chris Williams en Byron Howard       |                 |
| Kung Fu Panda                                    | John Stevenson en Mark Osborne       |                 |
| 2009 (82e)                                       |                                      |                 |
| Up                                               | Pete Docter                          |                 |
| Coraline                                         | Henry Selick                         |                 |
| Fantastic Mr. Fox                                | Wes Anderson                         |                 |
| The Princess and the Frog                        | John Musker en Ron Clements          |                 |
| The Secret of Kells                              | Tomm Moore                           |                 |

### 2010-2019
| Jaar                                       | Film                                                                           | Genomineerde(n) |
| ------------------------------------------ | ------------------------------------------------------------------------------ | --------------- |
| 2010 (83e)                                 |                                                                                |                 |
| Toy Story 3                                | Lee Unkrich                                                                    |                 |
| How to Train Your Dragon                   | Chris Sanders en Dean DeBlois                                                  |                 |
| The Illusionist                            | Sylvain Chomet                                                                 |                 |
| 2011 (84e)                                 |                                                                                |                 |
| Rango                                      | Gore Verbinski                                                                 |                 |
| A Cat in Paris                             | Alain Gagnol en Jean-Loup Felicioli                                            |                 |
| Chico & Rita                               | Fernando Trueba en Javier Mariscal                                             |                 |
| Kung Fu Panda 2                            | Jennifer Yuh Nelson                                                            |                 |
| Puss in Boots                              | Chris Miller                                                                   |                 |
| 2012 (85e)                                 |                                                                                |                 |
| Brave                                      | Mark Andrews en Brenda Chapman                                                 |                 |
| Frankenweenie                              | Tim Burton                                                                     |                 |
| ParaNorman                                 | Sam Fell en Chris Butler                                                       |                 |
| The Pirates! Band of Misfits               | Peter Lord                                                                     |                 |
| Wreck-It Ralph                             | Rich Moore                                                                     |                 |
| 2013 (86e)                                 |                                                                                |                 |
| Frozen                                     | Chris Buck, Jennifer Lee en Peter Del Vecho                                    |                 |
| The Croods                                 | Chris Sanders, Kirk DeMicco en Kristine Belson                                 |                 |
| Despicable Me 2                            | Chris Renaud, Pierre Coffin en Chris Meledandri                                |                 |
| Ernest & Celestine                         | Benjamin Renner en Didier Brunner                                              |                 |
| The Wind Rises                             | Hayao Miyazaki en Toshio Suzuki                                                |                 |
| 2014 (87e)                                 |                                                                                |                 |
| Big Hero 6                                 | Don Hall, Chris Williams en Roy Conli                                          |                 |
| The Boxtrolls                              | Anthony Stacchi, Graham Annable en Travis Knight                               |                 |
| How to Train Your Dragon 2                 | Dean DeBlois en Bonnie Arnold                                                  |                 |
| Song of the Sea                            | Tomm Moore en Paul Young                                                       |                 |
| The Tale of the Princess Kaguya            | Isao Takahata en Yoshiaki Nishimura                                            |                 |
| 2015 (88e)                                 |                                                                                |                 |
| Inside Out                                 | Pete Docter en Jonas Rivera                                                    |                 |
| Anomalisa                                  | Charlie Kaufman, Duke Johnson en Rosa Tran                                     |                 |
| Boy and the World                          | Alê Abreu                                                                      |                 |
| Shaun the Sheep Movie                      | Mark Burton en Richard Starzak                                                 |                 |
| When Marnie Was There                      | Hiromasa Yonebayashi en Yoshiaki Nishimura                                     |                 |
| 2016 (89e)                                 |                                                                                |                 |
| Zootopia                                   | Byron Howard, Rich Moore en Clark Spencer                                      |                 |
| Kubo and the Two Strings                   | Travis Knight en Arianne Sutner                                                |                 |
| Moana                                      | John Musker, Ron Clements en Osnat Shurer                                      |                 |
| My Life as a Zucchini                      | Claude Barras en Max Karli                                                     |                 |
| The Red Turtle                             | Michael Dudok de Wit en Toshio Suzuki                                          |                 |
| 2017 (90e)                                 |                                                                                |                 |
| Coco                                       | Lee Unkrich en Darla K. Anderson                                               |                 |
| The Boss Baby                              | Tom McGrath en Ramsey Naito                                                    |                 |
| The Breadwinner                            | Nora Twomey en Anthony Leo                                                     |                 |
| Ferdinand                                  | Carlos Saldanha en Lori Forte                                                  |                 |
| Loving Vincent                             | Dorota Kobiela, Hugh Welchman en Ivan Mactaggart                               |                 |
| 2018 (91e)                                 |                                                                                |                 |
| Spider-Man: Into the Spider-Verse          | Bob Persichetti, Peter Ramsey, Rodney Rothman, Phil Lord en Christopher Miller |                 |
| Incredibles 2                              | Brad Bird, John Walker en Nicole Paradis Grindle                               |                 |
| Isle of Dogs                               | Wes Anderson, Scott Rudin, Steven Rales en Jeremy Dawson                       |                 |
| Mirai                                      | Mamoru Hosoda en Yūichirō Saitō                                                |                 |
| Ralph Breaks the Internet                  | Rich Moore, Phil Johnston en Clark Spencer                                     |                 |
| 2019 (92e)                                 |                                                                                |                 |
| Toy Story 4                                | Josh Cooley, Mark Nielsen en Jonas Rivera                                      |                 |
| How to Train Your Dragon: The Hidden World | Dean DeBlois, Bradford Lewis en Bonnie Arnold                                  |                 |
| I Lost My Body                             | Jérémy Clapin en Marc du Pontavice                                             |                 |
| Klaus                                      | Sergio Pablos, Jinko Gotoh en Marisa Román                                     |                 |
| Missing Link                               | Chris Butler, Arianne Sutner en Travis Knight                                  |                 |

### 2020-2029
| Jaar                                  | Film                                                                                       | Genomineerde(n) |
| ------------------------------------- | ------------------------------------------------------------------------------------------ | --------------- |
| 2020 (93e)                            |                                                                                            |                 |
| Soul                                  | Pete Docter en Dana Murray                                                                 |                 |
| Onward                                | Dan Scanlon en Kori Rae                                                                    |                 |
| Over the Moon                         | Glen Keane, Gennie Rim en Peilin Chou                                                      |                 |
| A Shaun the Sheep Movie: Farmageddon  | Richard Phelan, Will Becher en Paul Kewley                                                 |                 |
| Wolfwalkers                           | Tomm Moore, Ross Stewart, Paul Young en Stéphan Roelants                                   |                 |
| 2021 (94e)                            |                                                                                            |                 |
| Encanto                               | Jared Bush, Byron Howard, Yvett Merino en Clark Spencer                                    |                 |
| Flee                                  | Jonas Poher Rasmussen, Monica Hellström, Signe Byrge Sørensen en Charlotte De La Gournerie |                 |
| Luca                                  | Enrico Casarosa en Andrea Warren                                                           |                 |
| The Mitchells vs. the Machines        | Mike Rianda, Phil Lord, Christopher Miller en Kurt Albrecht                                |                 |
| Raya and the Last Dragon              | Don Hall, Carlos López Estrada, Osnat Shurer en Peter Del Vecho                            |                 |
| 2022 (95e)                            |                                                                                            |                 |
| Guillermo del Toro's Pinocchio        | Guillermo del Toro, Mark Gustafson, Gary Ungar en Alex Bulkley                             |                 |
| Marcel the Shell with Shoes On        | Dean Fleischer Camp, Elisabeth Holm, Andrew Goldman, Caroline Kaplan en Paul Mezey         |                 |
| Puss in Boots: The Last Wish          | Joel Crawford en Mark Swift                                                                |                 |
| The Sea Beast                         | Chris Williams en Jed Schlanger                                                            |                 |
| Turning Red                           | Domee Shi en Lindsey Collins                                                               |                 |
| 2023 (96e)                            |                                                                                            |                 |
| The Boy and the Heron                 | Hayao Miyazaki en Toshio Suzuki                                                            |                 |
| Elemental                             | Peter Sohn en Denise Ream                                                                  |                 |
| Nimona                                | Nick Bruno, Troy Quane, Karen Ryan en Julie Zackary                                        |                 |
| Robot Dreams                          | Pablo Berger, Ibon Cormenzana, Ignasi Estapé en Sandra Tapia Díaz                          |                 |
| Spider-Man: Across the Spider-Verse   | Kemp Powers, Justin K. Thompson, Phil Lord, Christopher Miller en Amy Pascal               |                 |
| 2024 (97ste)                          |                                                                                            |                 |
| Flow                                  | Gints Zilbalodis, Matīss Kaža, Ron Dyens en Gregory Zalcman                                |                 |
| Inside Out 2                          | Kelsey Mann en Mark Nielsen                                                                |                 |
| Memoir of a Snail                     | Adam Elliot en Liz Kearney                                                                 |                 |
| Wallace & Gromit: Vengeance Most Fowl | Nick Park, Merlin Crossingham en Richard Beek                                              |                 |
| The Wild Robot                        | Chris Sanders en Jeff Hermann                                                              |                 |

## Recordhouders
De computeranimatiestudio Pixar heeft veruit de meeste Oscars en nominaties op zijn naam staan. Van de negentien Pixar-films die een nominatie kregen, hebben er elf de Oscar ook daadwerkelijk gewonnen. Deze films zijn respectievelijk Finding Nemo (2003), The Incredibles (2004), Ratatouille (2007), WALL-E (2008), Up (2009), Toy Story 3 (2010), Brave (2012), Inside Out (2015), Coco (2017), Toy Story 4 (2019) en Soul (2020). De genomineerde films die niet wonnen zijn Monsters, Inc. (2001), Cars (2006), Incredibles 2 (2018), Onward (2020), Luca (2021), Turning Red (2022), Elemental (2023) en Inside Out 2 (2024).
De na Pixar succesvolste studio is Disney. De studio won viermaal, met Frozen (2013), Big Hero 6 (2014), Zootopia (2015) en Encanto (2021). Verder kregen nog negen Disneyfilms een nominatie: Lilo & Stitch en Treasure Planet (2002), Brother Bear (2003), Bolt (2008), The Princess and the Frog (2009), Wreck-It Ralph (2012), Moana (2016), Ralph Breaks the Internet (2018) en Raya and the Last Dragon (2021).
De studio die na Pixar de meeste nominaties op zijn naam heeft staan is DreamWorks Animation met veertien nominaties. De film Shrek (2001) won een Oscar. De andere genomineerde films zijn Spirit: Stallion of the Cimarron (2002), Shark Tale en Shrek 2 (2004), Kung Fu Panda (2008), How to Train Your Dragon (2010), Kung Fu Panda 2 en Puss in Boots (2011), The Croods (2013), How to Train Your Dragon 2 (2014), The Boss Baby (2017), How to Train Your Dragon: The Hidden World (2019), Puss in Boots: The Last Wish (2022) en The Wild Robot (2024).

## Trivia
Met het invoeren van een categorie voor beste animatiefilm werd in eerste instantie gehoopt dat animatiefilms meer in de schijnwerpers zouden worden gezet, wat moest leiden tot hogere opbrengsten en dus tot de productie van meer animatiefilms. Door sommige critici werd het invoeren van de nieuwe categorie echter bestempeld als een manier om te voorkomen dat animatiefilms gelijk zouden worden getrokken met liveaction film en de producers van die films de kans ontnam een Oscar te winnen. Deze kritiek ontstond opnieuw bij de bekendmaking van de Oscarnominaties in 2009, waarbij de film WALL-E wel genomineerd was in de categorie 'Beste animatiefilm', maar niet in de lijst voor 'Beste film' stond, terwijl WALL-E bij zijn release unaniem lovende kritieken kreeg en in talloze eindejaarlijsten verscheen als een van de beste films van 2008. Dit leidde tot veel controverse en riep de vraag op of WALL-E al dan niet bewust was genegeerd door de Academy. Filmcriticus Peter Travers zei hierover: "If there was ever a time where an animated feature deserved to be nominated for Best Picture, it's WALL-E."
Sinds de invoering van deze categorie bij de Oscars, hebben andere filmprijzen zoals de Golden Globes en BAFTA's het voorbeeld gevolgd en ook een dergelijke categorie ingevoerd.
In de jaren dat deze categorie bestaat, is de computeranimatiefilm veruit het populairst gebleken. De forse vermindering van handgetekende animatie en de hoge ontwikkeling die de computeranimatie doormaakt spelen hier uiteraard een grote rol in. De enige handgetekende animatiefilms die een Oscar wonnen zijn Spirited Away (2002) en The Boy and the Heron (2023), beide geregisseerd door Hayao Miyazaki. De enige stop-motion animatiefilms die een Oscar wonnen zijn Wallace & Gromit in The Curse of the Were-Rabbit (2005) en Guillermo del Toro's Pinocchio (2022).
Beauty and the Beast (1991), Up (2009) en Toy Story 3 (2010) zijn de enige animatiefilms die een nominatie hebben gekregen in de categorie 'Beste film'. De Israëlische film Waltz with Bashir (Vals Im Bashir, 2008), het Deense Flee (Flugt, 2021) en het Letse Flow (Straume, 2024) zijn de enige animatiefilms die een nominatie kregen in de categorie 'Beste niet-Engelstalige film / Internationale film'. Alleen Flow wist deze nominatie te verzilveren. Flee is de enige animatiefilm met een nominatie in de categorie 'Beste documentaire'.
2001 - Shrek · 
2002 - Spirited Away · 
2003 - Finding Nemo · 
2004 - The Incredibles · 
2005 - Wallace & Gromit: The Curse of the Were-Rabbit · 
2006 - Happy Feet · 
2007 - Ratatouille · 
2008 - WALL-E · 
2009 - Up · 
2010 - Toy Story 3 · 
2011 - Rango · 
2012 - Brave · 
2013 - Frozen · 
2014 - Big Hero 6 · 
2015 - Inside Out · 
2016 - Zootopia · 
2017 - Coco · 
2018 - Spider-Man: Into the Spider-Verse · 
2019 - Toy Story 4 · 
2020 - Soul · 
2021 - Encanto · 
2022 - Guillermo del Toro's Pinocchio · 
2023 - The Boy and the Heron ·